# Modisimus pavidus
Modisimus pavidus là một loài nhện trong họ Pholcidae. Loài này được phát hiện ở Cuba.